# 道新TODAY
『道新TODAY』（どうしんトゥデー/ツデー）は、北海道新聞社がかつて出版していた月刊誌。

## 概説
1973年8月に『月刊ダン』として創刊。「ダン」の名称に特別な意味はなく、男性的な力強い語感と覚えやすく言いやすく忘れにくいイメージで名付けられた。
北海道の政治・経済に関する話題を中心に集めた総合誌。1988年1月号より『道新TODAY』と改名、北海道新聞の雑誌であることを強調しつつ「充実した今日を生きたい」と願う人達の雑誌という思いを込めた。
当時は道内において『月刊クォリティ』『財界さっぽろ』と並ぶ立ち位置の雑誌だったが、発行元が新聞社のため、他誌と比較してゴシップ的な内容は少なめだった。
毎年春には道内の高校別の大学合格者数を速報するなど、道新の情報網を生かした誌面作りであったが、1990年代以降は販売部数の低迷が続き、結局創刊30周年にあたる2003年8月をもって休刊となった。

## 高校受験情報
『道新TODAY』の増刊号であった『道新受験情報』は、同誌の休刊後も引き続き年数回発行されて現在に至る（第三種郵便物認可も道新TODAYのものを引き継いでいる）。